# امبرائر لجسی ۴۵۰
امبرائر لجسی ۴۵۰ (به انگلیسی: Embraer Legacy 450) یک هواپیمای ساختِ امبرائر در کشور برزیل است. این هواپیما در ۲۸ دسامبر ۲۰۱۳ میلادی نخستین پرواز خود را انجام داد.